# 光蕊滇黔石蝴蝶
光蕊滇黔石蝴蝶（学名：Petrocosmea martini var. leiandra）为苦苣苔科石蝴蝶属下的一个变种。

## 扩展阅读
- 維基物種上的相關：光蕊滇黔石蝴蝶